# Wizards of Waverly Place (soundtrack)
Wizards of Waverly Place is het soundtrackalbum van de Amerikaanse tienersitcom met dezelfde titel. Het album werd door Walt Disney Records uitgebracht op cd en als downloadversie op 4 augustus 2009. Het album bevat liedjes van de film Wizards of Waverly Place: The Movie.

## Achtergrond
In een interview met Disney Channels Disney 365 vertelde Selena Gomez over haar interpretaties van de liedjes op de soundtrack: "Disappear (verdwijnen) is meer een romantisch liedje. Het is eigenlijk gewoon over hoe een meisje een jongen leuk vindt en dat [zij] niet wil dat hij verdwijnt, en Magical gaat over een jongen betoveren en dit liedje, Magic, past goed bij Wizards of Waverly Place: The Movie". Ook al was dit opgenomen voor de aflevering, "Make it Happen", het staat om een onbekende reden niet op de cd.

## Recensies
Stephen Thomas Erlewine van Allmusic was van mening dat Wizards "tienerlijke remakes van de klassiekers waarvan ouders ook kunnen genieten". Hij zei ook dat het "aangenaam" was en dat Selena Gomez "op een positieve manier aftekent in de groep artiesten". Maar Erlewine zei: "de afschuwelijke versie van America's "You can do magic" door Drew Seeley was gezonken door hyper-claustrofobische ritmes, de grootste herverdeling van een melodie hier en met gemak de slechtste."

## Singles
"Magic" van Selena Gomez is een lied in de iTunes Store. Het liedje kwam uit op 21 juli 2009 als deel van Radio Disney iTunes Pass. "Magic" kwam uit op Radio Disney en de muziekvideo op de Disney Channel op 24 juli. In de video van de single zingt Gomez in een microfoon met een lichte en flamboyante achtergrond, inclusief een paar clips uit Wizards of Waverly Place: The Movie. "Magic" kwam op nr. 61 op de Billboard Hot 100 met 42.000 downloads.

## Tracks
| 1.                 | Disappear                                                        | Selena Gomez         | 3:39 |
| 2.                 | Magical                                                          | Selena Gomez         | 2:54 |
| 3.                 | Magic (Origineel door Pilot)                                     | Selena Gomez         | 2:49 |
| 4.                 | Strange Magic (Origineel door Electric Light Orchestra)          | Steve Rushton        | 3:20 |
| 5.                 | Magic (Origineel door The Cars)                                  | Honor Society        | 3:51 |
| 6.                 | Every Little Thing She Does Is Magic (Origineel door The Police) | Mitchel Musso        | 3:44 |
| 7.                 | Magic Carpet Ride (Origineel door Steppenwolf)                   | KSM                  | 2:57 |
| 8.                 | Magic (Origineel door Olivia Newton-John)                        | Meaghan Jette Martin | 4:08 |
| 9.                 | You Can Do Magic (Origineel door America)                        | Drew Seeley          | 3:33 |
| 10.                | Some Call It Magic                                               | Raven-Symoné         | 3:13 |
| 11.                | Do You Believe in Magic (Origineel door The Lovin' Spoonful)     | Aly & AJ             | 2:13 |
| 12.                | Everything Is Not As It Seems (Theme Song)                       | Selena Gomez         | 0:51 |
| Totale duur: 57:25 |                                                                  |                      |      |

### Bonus
Als bonus bevat de cd van Wizards of Waverly Place exclusieve behind-the-scenes interviews met Selena Gomez en de nieuwe muziekvideo van "Magic".

## Charts en verkopen
The album debuted at #24 on the Billboard 200, selling 18,000 units in its first week. It has sold 71,000 copies in the U.S. to date.
| Charts (2009)          | Positie | Aantal verkocht |
| ---------------------- | ------- | --------------- |
| U.S. Billboard 200     | 24      | 105,000         |
| U.S. Top Soundtracks   | 4       | 18,000          |
| U.S. Kid Albums        | 3       | 18,000          |
| Mexican Albums Top 100 | 32      | —               |
| Norway Albums Top 40   | 27      | —               |
| UK Soundtracks Albums  | 1       | —               |

## Internationaal
De soundtrack kwam uit in het Verenigd Koninkrijk op 5 oktober 2009, al werd het in delen van het Verenigd Koninkrijk niet verkocht, en in Mexico kwam het uit op 14 augustus 2009.

## Medewerkers
- John Adair - Producent
- Michael Bruno (lid van Honor Society) - Zang, gitaar
- Kate Cabebe (lid van KSM) - Drums
- Katie Cecil (lid van KSM) - Zang, gitaar
- Shelby Cobra (lid van KSM) - Zang
- Ryan Elder - Producent
- John Fields - Producent, geluidstechnicus, mixen
- Steve Gerdes - Artdirector
- Matthew Gerrard - Producent, mixen
- Selena Gomez - Zang
- Paul David Hager - Mixen
- Steve Hampton - Producent, geluidstechnicus
- Daniel James - Mixen
- Andrew Lee (lid van Honor Society) - Zang, keyboard, bas
- Jon Lind - A&R
- Brian Malouf - Executive producer, mixen
- Stephen Marcussen - Mastering
- Meaghan Jette Martin - Zang
- Dani Markman - A&R
- William J. McAuley III - Producent, geluidstechnicus
- Sophia Melon (lid vanKSM) - Zang, bas
- Aly (lid van 78violet) - Zang
- AJ (lid van78violet) - Zang
- Mitchel Musso - Zang
- Alexander Noyes (lid vanHonor Society) - Drums
- Shae Padilla (lid vanKSM) - Gitaar
- Jason Pennock - Mixing
- Jason Rosen (lid van Honor Society) - Zang, gitaar, keyboard
- Steve Rushton - Zang
- Curt Schneider - Producent
- Drew Seeley - Zang
- Raven-Symoné - Zang
- Anabel Sinn - Design
- Louie Teran - Mastering
- Kent Verderico - Mixen
- Steve Vincent - Hoofd muziek
- Trey Vittetoe - Producent